# 施塔姆斯里德
施塔姆斯里德是德国巴伐利亚州的一个市镇。总面积43.43平方公里，总人口2153人，其中男性1105人，女性1048人（2011年12月31日），人口密度50人/平方公里。